# Alimentador Los Alisos (Metropolitano)
El servicio AN-15 o alimentador Los Alisos del Metropolitano conecta el terminal Naranjal con el Distrito de San Martín de Porres, recorriendo gran parte de la Avenida Los Alisos, la cual inicia en el ingreso sur del terminal Naranjal.

## Características
Su flota está compuesta por midibuses anaranjados de 8.5 metros, todos ellos de carrocería TATSA sobre chasis King Long.
| Lunes a sábado      | 05:00 a. m. - 00:00 a. m. |
| Domingos y feriados | 05:00 a. m. - 11:00 p. m. |

| General     | S/ 1.00 |
| Estudiantes | S/ 0.50 |

## Recorrido
| Ida Los Alisos  | Terminal Naranjal (embarque 14) — Avenida Los Alisos                                       |
| Vuelta Naranjal | Avenida Los Alisos (esq. Avenida C) — Avenida Los Alisos — Terminal Naranjal (embarque 14) |

## Paraderos
| N° | Paradero                        | Común con |
| -- | ------------------------------- | --------- |
| 1  | Terminal Naranjal (embarque 14) |           |
| 2  | Maracuyá                        |           |
| 3  | Galeano                         | AN-17     |
| 4  | Las Palmeras                    | AN-17     |
| 5  | El Naranjal                     |           |
| 6  | Universitaria                   |           |
| 7  | Girasoles                       |           |
| 8  | Huandoy                         |           |
| 9  | Las Malvas                      |           |
| 10 | Avenida C                       |           |

| N° | Paradero                        | Común con |
| -- | ------------------------------- | --------- |
| 1  | Avenida C                       |           |
| 2  | El Rosario                      |           |
| 3  | Huandoy                         |           |
| 4  | Avenida A                       |           |
| 5  | Universitaria                   |           |
| 6  | El Naranjal                     |           |
| 7  | Las Palmeras                    | AN-17     |
| 8  | Galeano                         | AN-17     |
| 9  | Maracuyá                        |           |
| 10 | Terminal Naranjal (embarque 14) |           |